# Liga de Islandia de balonmano
La Olis deildin es la primera división de balonmano de Islandia. Fue fundada en 1939, siendo así la tercera liga de balonmano más antigua del mundo solo por detrás de la Liga danesa de balonmano y de la Handbollsligan.

## Clubes 2017-18
- Fjolnir
- FH Hafnarfjördur
- Fram
- Haukar
- ÍBV
- Valur
- Afturelding
- UMF Selfoss
- Grótta
- Stjarnan
- IR Reykjavik
- Vikingur

## Palmarés
| - 1940 : Valur - 1941 : Valur - 1942 : Valur - 1943 : Haukar - 1944 : Valur - 1945 : Ármann Reykjavik - 1946 : ÍR Reykjavik - 1947 : Valur - 1948 : Valur - 1949 : Ármann Reykjavik - 1950 : Fram - 1951 : Valur - 1952 : Ármann Reykjavik - 1953 : Ármann Reykjavik - 1954 : Ármann Reykjavik - 1955 : Valur - 1956 : FH Hafnarfjördur - 1957 : FH Hafnarfjördur - 1958 : KR Reykjavik - 1959 : FH Hafnarfjördur - 1960 : FH Hafnarfjördur - 1961 : FH Hafnarfjördur - 1962 : Fram - 1963 : Fram - 1964 : Fram - 1965 : FH Hafnarfjördur - 1966 : FH Hafnarfjördur - 1967 : Fram - 1968 : Fram - 1969 : FH Hafnarfjördur - 1970 : Fram - 1971 : FH Hafnarfjördur - 1972 : Fram - 1973 : Valur - 1974 : FH Hafnarfjördur - 1975 : Víkingur Reykjavik - 1976 : FH Hafnarfjördur - 1977 : Valur - 1978 : Valur - 1979 : Valur - 1980 : Víkingur Reykjavik - 1981 : Víkingur Reykjavik - 1982 : Víkingur Reykjavik - 1983 : Víkingur Reykjavik - 1984 : FH Hafnarfjördur - 1985 : FH Hafnarfjördur - 1986 : Víkingur Reykjavik - 1987 : Víkingur Reykjavik - 1988 : Valur - 1989 : Valur - 1990 : FH Hafnarfjördur - 1991 : Valur - 1992 : FH Hafnarfjördur - 1993 : Valur - 1994 : Valur - 1995 : Valur - 1996 : Valur - 1997 : KA Akureyri - 1998 : Valur - 1999 : UMF Afturelding - 2000 : Haukar - 2001 : Haukar - 2002 : KA Akureyri - 2003 : Haukar - 2004 : Haukar - 2005 : Haukar - 2006 : Fram - 2007 : Valur - 2008 : Haukar - 2009 : Haukar - 2010 : Haukar - 2011 : FH Hafnarfjördur - 2012 : HK Kópavogur - 2013 : Fram - 2014 : ÍBV Vestmannaeyjar - 2015 : Haukar - 2016 : Haukar - 2017 : Valur - 2018 : ÍBV Vestmannaeyjar - 2019 : Selfoss |

## Palmarés por club
|    | Clubes          | Títulos | Años |
| -- | --------------- | ------- | --- |
| 1. | Valur           | 22      | 1940, 1941, 1942, 1944, 1947, 1948, 1951, 1955, 1973, 1977, 1978, 1979, 1988, 1989, 1991, 1993, 1994, 1995, 1996, 1998, 2007, 2017 |
| 2. | FH              | 16      | 1956, 1957, 1959, 1960, 1961, 1965, 1966, 1969, 1971, 1974, 1976, 1984, 1985, 1990, 1992, 2011                                     |
| 3. | Haukar          | 11      | 1943, 2000, 2001, 2003, 2004, 2005, 2008, 2009, 2010, 2015, 2016                                                                   |
| 4. | Fram            | 10      | 1950, 1962, 1963, 1964, 1967, 1968, 1970, 1972, 2006, 2013                                                                         |
| 5. | Víkingur        | 7       | 1975, 1980, 1981, 1982, 1983, 1986, 1987                                                                                           |
| 6. | Ármann          | 5       | 1945, 1949, 1952, 1953, 1954 |
| 7. | KA Akureyri     | 2       | 1997, 2002 |
|    | ÍBV             | 2       | 2014, 2018 |
| 8. | ÍR Reykjavik    | 1       | 1946 |
|    | KR              | 1       | 1958 |
|    | UMF Afturelding | 1       | 1999 |
|    | HK Kópavogur    | 1       | 2012 |
|    | Selfoss         | 1       | 2019 |